# Ashes Tour 1978/79
Die Ashes Tour 1978/79 war die Tour der englischen Cricket-Nationalmannschaft, die die 50. Austragung der Ashes beinhaltete, und wurde zwischen dem 1. Dezember 1978 und 14. Februar 1979 durchgeführt. Die Ashes Series 1978/79 selbst wurde in Form von sechs Testspielen zwischen Australien und England ausgetragen. Austragungsorte waren jeweils australische Stadien. Die Tour beinhaltete neben der Testserie eine Reihe weiterer Spiele zwischen den beiden Mannschaften im Winter 1978/79. Die Testserie wurde von England mit 5–1 gewonnen, die ebenfalls durchgeführte ODI-Serie über 5 Spiele wurde durch Australien mit 2–1 gewonnen.

## Vorgeschichte
Für beide Mannschaften war es die erste Tour der Saison.
Das letzte Aufeinandertreffen der beiden Mannschaften bei einer Tour fand in der Saison 1977 in England statt.

## Stadien
Die folgenden Stadien wurden für die Tour als Austragungsort vorgesehen.
| Stadion                  | Stadt     | Kapazität | Spiele                    |
| ------------------------ | --------- | --------- | ------------------------- |
| Adelaide Oval            | Adelaide  | 053.583   | 5. Test                   |
| The Gabba                | Brisbane  | 042.000   | 1. Test                   |
| Melbourne Cricket Ground | Melbourne | 100.024   | 3. Test; 1. & 3. – 5. ODI |
| WACA Ground              | Perth     | 020.000   | 2. Test                   |
| Sydney Cricket Ground    | Sydney    | 048.000   | 4. & 6. Test; 2. ODI      |

## Kaderlisten
Die folgenden Kader wurden benannt.
| Test | Test | ODI | ODI |
| Australien | England | Australien | England |
| --- | --- | --- | --- |
| - Graham Yallop (K) - Allan Border - Phil Carlson - Gary Cosier - Rick Darling - Geoff Dymock - Jim Higgs - Andrew Hilditch - Rodney Hogg - Kim Hughes - Alan Hurst - Trevor Laughlin - John Maclean (wk) - Peter Toohey - Graeme Wood - Kevin Wright (wk) - Bruce Yardley | - Mike Brearley (K) - Ian Botham - Geoff Boycott - Phil Edmonds - John Emburey - Graham Gooch - David Gower - Mike Hendrick - John Lever - Geoff Miller - Chris Old - Derek Randall - Bob Taylor (wk) - Bob Willis | - Graham Yallop (K) - Allan Border - Phil Carlson - Gary Cosier - Rick Darling - Geoff Dymock - Andrew Hilditch - Rodney Hogg - Kim Hughes - Alan Hurst - Trevor Laughlin - John Maclean (wk) - Peter Toohey - Graeme Wood - Kevin Wright (wk) | - Mike Brearley (K) - David Bairstow (wk) - Ian Botham - Geoff Boycott - Phil Edmonds - Graham Gooch - David Gower - Mike Hendrick - John Lever - Chris Old - Derek Randall - Roger Tolchard (wk) - Bob Willis |

## Tour Matches
England bestritt zehn Tour Matches.

## Tests

### Erster Test in Brisbane
| 1. – 6. Dezember Scorecard | Brisbane | Australien 116 (37.7) & 339 (116.6) | – | England 286 (95.4) & 170-3 (53.3) |
|                            |          | England gewinnt mit 7 Wickets       |   |                                   |

Australien gewann den Münzwurf und entschied sich als Schlagmannschaft zu beginnen.

### Zweiter Test in Perth
| 15. – 20. Dezember Scorecard | Perth | England 309 (117.5) & 208 (66.3) | – | Australien 190 (66.5) & 161 (46.1) |
|                              |       | England gewinnt mit 166 Runs     |   |                                    |

Australien gewann den Münzwurf und entschied sich als Schlagmannschaft zu beginnen.

### Dritter Test in Melbourne
| 29. Dezember – 3. Januar Scorecard | Melbourne | Australien 258 (89.1) & 167 (71.2) | – | England 143 (63.6) & 179 (67) |
|                                    |           | Australien gewinnt mit 103 Runs    |   |                               |

Australien gewann den Münzwurf und entschied sich als Schlagmannschaft zu beginnen.

### Vierter Test in Sydney
| 6. – 11. Januar Scorecard | Sydney | England 152 (52.6) & 346 (146.6) | – | Australien 294 (108) & 111 (49.2) |
|                           |        | England gewinnt mit 93 Runs      |   |                                   |

England gewann den Münzwurf und entschied sich als Schlagmannschaft zu beginnen.

### Fünfter Test in Adelaide
| 27. Januar – 1. Februar Scorecard | Adelaide | England 169 (40.4) & 360 (142.6) | – | Australien 164 (53.4) & 160 (67) |
|                                   |          | England gewinnt mit 205 Runs     |   |                                  |

Australien gewann den Münzwurf und entschied sich als Feldmannschaft zu beginnen.

### Sechster Test in Sydney
| 10. – 14. Februar Scorecard | Sydney | Australien 198 (60.7) & 143 (61.1) | – | England 308 (103) & 35-1 (10.2) |
|                             |        | England gewinnt mit 9 Wickets      |   |                                 |

Australien gewann den Münzwurf und entschied sich als Schlagmannschaft zu beginnen.

## One-Day Internationals

### Erstes ODI in Melbourne
| 26. Dezember Scorecard | Melbourne | Australien | – | England |
|                        |           | Abgesagt   |   |         |

### Zweites ODI in Sydney
| 13. Januar Scorecard | Sydney | Australien 17-1 (7.2) | – | England |
|                      |        | No Result             |   |         |

England gewann den Münzwurf und entschied sich als Feldmannschaft zu beginnen.

### Drittes ODI in Melbourne
| 24. Januar Scorecard | Melbourne | Australien 101 (33.5)         | – | England 102-3 (28.2) |
|                      |           | England gewinnt mit 7 Wickets |   |                      |

Australien gewann den Münzwurf und entschied sich als Schlagmannschaft zu beginnen.

### Viertes ODI in Melbourne
| 4. Februar Scorecard | Melbourne | England 212-6 (40/40)            | – | Australien 215-6 (38.6/40) |
|                      |           | Australien gewinnt mit 4 Wickets |   |                            |

Australien gewann den Münzwurf und entschied sich als Feldmannschaft zu beginnen.

### Fünftes ODI in Melbourne
| 7. Februar Scorecard | Melbourne | England 94 (31.7)                | – | Australien 95-4 (21.5) |
|                      |           | Australien gewinnt mit 6 Wickets |   |                        |

Australien gewann den Münzwurf und entschied sich als Feldmannschaft zu beginnen.